# Sebastià Muntaner Cabot
Sebastià Muntaner Cabot (Palma, Mallorca, 1740 — Palma, Mallorca, 1811) fou un cirurgià balear.
Cirurgià del Reial Hospital de Palma des de 1789 i cirurgià major de l'Hospital General el 1792. Mestre i director de l'Escola d'Anatomia i Cirurgia de Palma, quan es creà el 1780. El 1783 en fou el director, en substitució de Francesc Puig, i ocupà el càrrec fins al 1798, sent substituït per Bartomeu Bover. Més tard en tornà ser el director fins a la seva mort el 1811. El 1809 tractà de convertir aquesta institució en un Reial Col·legi de Cirurgia. Publicà, amb Francesc Puig, un "Manual teórico-práctico de las operaciones de cirugía para instrucción de los alumnos de la Escuela de Palma" (1793), emprat com a llibre de text, i deixà inèdit, segons Joaquim Maria Bover, un tractat de fisiologia, acabat el 1810.

## Obres
- "Manual teórico-práctico de las operaciones de cirugía para instrucción de los alumnos de la Escuela de Palma". Barcelona: Imprenta de Carles Gibert y Tutó, 1793.
- "Tratado de fisiología para el uso de los alumnos de la Escuela de Cirugía del Colegio de Palma". 1810 (ms.).[2]